# Johann David Schubert
Pour les articles homonymes, voir Schubert (homonymie).

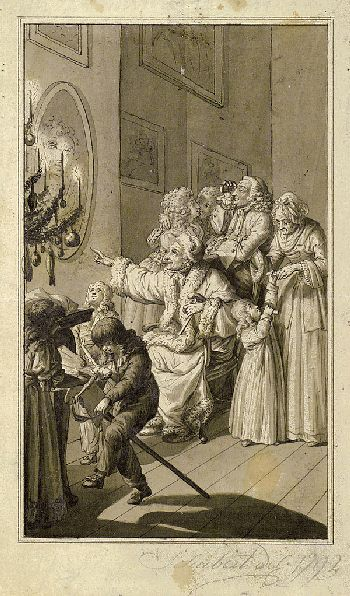
Der Weihnachtsabend (1792).

Johann David Schubert, né en 1761 à Dresde et mort en 1822 dans la même ville, est un peintre, graveur et dessinateur saxon.

## Biographie
Johann David Schubert naît en 1761 à Dresde. Il est le fils d'un facteur d'orgues qui est également très doué pour le dessin d'architecture. Après la mort de son père en 1772, il étudie à l'académie des arts de Dresde et est l'élève de Charles Hutin et de Giovanni Battista Casanova. À partir de 1781, il travaille d'abord comme peintre de bataille, puis comme maître dessinateur à partir de 1786 et enfin comme peintre en chef à la manufacture de porcelaine de Meissen à partir de 1795. En 1801, il devient professeur de peinture d'histoire à l'Académie des Beaux-Arts de Dresde. En janvier 1824, sa succession, une collection d'environ 6 000 gravures sur cuivre, dessins à la main et livres, est mise aux enchères. Il réalise de nombreuses gravures pour illustrer les livres de son époque.
Johann David Schubert meurt en 1822 dans sa ville natale.

## Illustrations
- Johann Wolfgang von Goethe : Les Souffrances du jeune Werther.
- Carl Friedrich Waitz, Romanzen und Balladen der Deutschen, vol. 1, Altenburg, Richter, 1799 (digitale-sammlungen.de)